# Beaudesert, Queensland
Beaudesert este o localitate în statul Queensland, Australia.